# Figures Toy Company
La Figures Toy Company, anche conosciuta tra i collezionisti con la sigla FTC,, precedentemente Figures Inc. e proprietaria della Classic TV Toys, è un'azienda statunitense fondata nel 1989 da Anthony Balasco per la produzione di giocattoli destinati al collezionismo. Si specializza inizialmente nella produzione di action figure e altri giocattoli del Wrestling statunitense, con licenza WCW, ECW e WWE. Negli anni duemila inizia a produrre anche repliche delle classiche action figure della Mego da 8 pollici (20 cm) degli anni settanta, in particolare quelle dei supereroi DC Comics.

## Storia
La Figures Inc. viene fondata nel 1989 da Anthony Balasco, per la commercializzazione di giocattoli finalizzati al collezionismo, attraverso cataloghi, riviste e convention nel New England. Nel 1993 l'azienda si concentra sulla produzione di merchandising relativo al mondo del Wrestling statunitense. Nel 1998 viene fondata la Figures Toy Company in collaborazione con Steve Sandberg e l'azienda ottiene la licenza per la produzione delle repliche delle cinture WCW e ECW. Nel 1999 la Figures Inc. assume il nome di Wrestlingsuperstore.com, lanciando il suo primo sito di commercio online. Nel 2001 la FTC ottiene la licenza per produrre le repliche delle cinture WWE e per la produzione della maschera e di altri accessori di Rey Mysterio. Nel 2004 la FTC fonda la Classic TV Toys, aprendo il sito di commercio online classictvtoys.com, marchio con il quale commercializza action figure da 8 pollici (20 cm), repro della Mego degli anni settanta e accessori per le medesime figure. Nel 2012 la FTC riproduce le action figure della Mego del gruppo musicale dei Kiss. Nel 2014 FTC ottiene i diritti per produrre repliche delle action figure dei supereroi DC Comics, dei personaggi di Hazzard, di Evel Knievel e di altre serie televisive, personaggi, ecc. Tra le varie linee prodotte negli anni duemiladieci, la Figures Toy Company/Classic TV Toys produce ad esempio le inedite action figure da 8" dei personaggi della Famiglia Munster, con le fattezze degli attori protagonisti della serie televisiva del 1964 I mostri (The Munsters): Yvonne De Carlo (Lily), Fred Gwynne (Herman), Al Lewis (Nonno), Butch Patrick (Edie) e Beverley Owen (Marilyn). In seguito realizza le inedite action figure stile Mego della serie televisiva di culto Batman del 1966 con figure dei supereroi ispirate agli attori della serie, tra cui Adam West (Batman), Burt Ward (Robin), Yvonne Craig (Batgirl), Cesar Romero (Joker), Burgess Meredith (Pinguino), Julie Newmar, Lee Meriwether ed Eartha Kitt (le tre Catwoman), Frank Gorshin (Enigmista) e altri.